# Mörkgrå flugsnappare
Mörkgrå flugsnappare (Muscicapa adusta) är en fågel i familjen flugsnappare inom ordningen tättingar. Den förekommer i skogsområden i stora delar av Afrika söder om Sahara. Beståndet anses vara livskraftigt.

## Utseende och läte
Mörkgrå flugsnappare är en liten och knubbig beigebrun flugsnappare. Den har ljus strupe, ett kort ögonbrynsstreck framför ögat, mestadels ostreckad hjässa och otydlig fläckning på bröster. Arten liknar grå flugsnappare, men denna har längre stjärt och vingar samt tydligare streckning på hjässan. Akaciaflugsnapparen är ljusare och hittas i torrare miljöer. Bland lätena hörs ljusa "tzeet" och "tsirit".

## Utbredning och systematik
Mörkgrå flugsnappare förekommer i stora delar av Afrika söder om Sahara. Den delas in i tio underarter med följande utbredning:
- Muscicapa adusta poensis – höglandet i Kamerun samt på ön Bioko  i Guineabukten)
- Muscicapa adusta pumila – Kamerun och nordvästra Centralafrikanska republiken samt i södra Sydsudan, östra Demokratiska republiken Kongo, Uganda, västra Rwanda, västra Burundi, västra Kenya och norra Tanzania
- Muscicapa adusta minima – högländer i Eritrea och nordöstra Etiopien
- Muscicapa adusta marsabit – norra Kenya (Marsabit)
- Muscicapa adusta murina – bergen i sydöstra Kenya (Taita-klipporna) till nordvästra Tanzania
- Muscicapa adusta fuelleborni – höglandet i södra och centrala Tanzania
- Muscicapa adusta subadusta – Angola till södra Kongo-Kinshasa i nordvästra Zambia, Zimbabwe och Moçambique
- Muscicapa adusta mesica – Zimbabwe (med undantag för de östra högländerna)
- Muscicapa adusta fuscula – Sydafrika (kustnära Östra Kapprovinsen och KwaZulu-Natal) och östra Swaziland; delvis flyttfågel till södra Moçambique
- Muscicapa adusta adusta – södra och östra Sydafrika (södra Västra Kapprovinsen norrut och österut och inåt landet från fuscula, till Mpumalanga och östra Limpopoprovinsen; även denna underart är delvis flyttfågel till södra Moçambique

## Levnadssätt
Mörkgrå flugsnappare hittas i tätt skogslandskap och kanter av städsegröna och flodnära skogar. Där ses den sitta på en gren i de lägre delarna av träden, varifrån den gör utfall för att fånga insekter i flykten. Tillfälligtvis kan den även ses sitta på marken.

## Status och hot
Arten har ett stort utbredningsområde, men tros minska i antal, dock inte tillräckligt kraftigt för att den ska betraktas som hotad. Internationella naturvårdsunionen IUCN listar arten som livskraftig (LC).

## Bilder

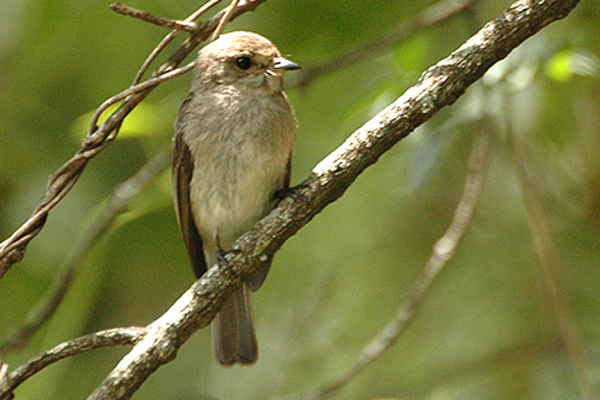
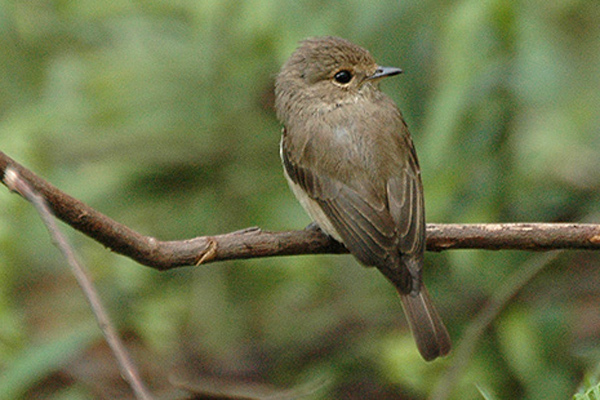